# San Pelayo
San Pelayo község Spanyolországban, Valladolid tartományban. San Pelayo Torrelobatón, Torrecilla de la Torre és Peñaflor de Hornija községekkel határos. Lakosainak száma 48 fő (2024).

## Népesség
A település népessége az utóbbi években az alábbiak szerint változott:
| Lakosok száma | 45   | 42   | 41   | 46   | 46   | 44   | 54   | 49   | 48   | 48   |
|               | 2001 | 2004 | 2007 | 2009 | 2012 | 2014 | 2017 | 2019 | 2022 | 2024 |